# LS-DYNA
O LS-DYNA é um avançado pacote de software de propósito geral para simulação multifísica desenvolvido pela Livermore Software Technology Corporation (LSTC). Enquanto o pacote continua a conter cada vez mais possibilidades para o cálculo da diversidade de complexos problemas do mundo real, suas origens e sua competência-núcleo residem na análise de elementos finitos ("Finite Element Analysis - FEA") de dinâmicas transitórias altamente não-lineares, utilizando integração temporal explícita. O LS-DYNA tem sido utilizado pelas indústrias automobilística, aeroespacial, de construção civil, de defesa, manufatureira e de bioengenharia.